# Kelechi Iheanacho
Kelechi Promise Iheanacho (Imo, 3 oktober 1996) is een Nigeriaans voetballer die doorgaans als aanvaller speelt. Hij tekende in juli 2024 een contract bij Sevilla, dat hem overnam van Leicester City. Iheanacho debuteerde in 2015 in het Nigeriaans voetbalelftal.

## Clubcarrière

### Manchester City
Manchester City contracteerde Iheanacho in 2014 en nam hem in de voorbereiding op het seizoen 2014/15 mee op tournee naar de Verenigde Staten. Het seizoen erop mocht hij mee op tournee naar Australië, waar hij trefzeker was tegen AS Roma. Op 10 augustus 2015 nam Manuel Pellegrini de Nigeriaan op in zijn selectie voor het competitieduel tegen West Brom. Zijn debuut volgde op 29 augustus 2015, toen hij in de thuiswedstrijd tegen Watford inviel voor Raheem Sterling. Iheanacho maakte op 12 september 2015 in zijn tweede optreden zijn eerste doelpunt voor Manchester City, 0-1 tegen Crystal Palace. Dit was meteen de winnende treffer die wedstrijd.

### Leicester City
Iheanacho tekende in augustus 2017 een contract tot medio 2022 bij Leicester City, de nummer twaalf van de Premier League in het voorgaande seizoen. Dat betaalde circa €27.750.000,- voor hem aan Manchester City. Ook hier ging hij voornamelijk als reservespeler fungeren.

### Sevilla
In de zomer van 2024 maakte Iheanacho de overstap naar Sevilla.

## Clubstatistieken
| Seizoen | Club            | Competitie     | Competitie | Competitie | Beker | Beker | Internationaal | Internationaal | Totaal | Totaal |
| Seizoen | Club            | Competitie     | Wed.       | Dlp.       | Wed.  | Dlp.  | Wed.           | Dlp.           | Wed.   | Dlp.   |
| ------- | --------------- | -------------- | ---------- | ---------- | ----- | ----- | -------------- | -------------- | ------ | ------ |
| 2015/16 | Manchester City | Premier League | 26         | 8          | 5     | 6     | 4              | 0              | 35     | 14     |
| 2016/17 | Manchester City | Premier League | 20         | 4          | 5     | 1     | 4              | 2              | 29     | 7      |
| 2017/18 | Leicester City  | Premier League | 21         | 3          | 7     | 5     | –              | –              | 28     | 8      |
| 2018/19 | Leicester City  | Premier League | 30         | 1          | 5     | 1     | –              | –              | 35     | 2      |
| 2019/20 | Leicester City  | Premier League | 20         | 5          | 6     | 5     | –              | –              | 26     | 10     |
| 2020/21 | Leicester City  | Premier League | 25         | 12         | 7     | 4     | 7              | 3              | 39     | 19     |
| 2021/22 | Leicester City  | Premier League | 26         | 4          | 5     | 3     | 12             | 1              | 43     | 8      |
| 2022/23 | Leicester City  | Premier League | 28         | 5          | 7     | 3     | –              | –              | 35     | 8      |
| 2023/24 | Leicester City  | Championship   | 22         | 5          | 3     | 1     | –              | –              | 25     | 6      |
| Totaal  | Totaal          | Totaal         | 218        | 47         | 50    | 29    | 27             | 6              | 295    | 82     |

Bijgewerkt t/m 30 april 2024.

## Interlandcarrière
Iheanacho nam in 2013 met Nigeria –17 deel aan het Afrikaans kampioenschap voor spelers onder 17 jaar in Marokko. Op dat toernooi maakte hij een hattrick tegen Botswana –17. Hij nam in het najaar van 2013 deel aan het wereldkampioenschap voor spelers onder 17 jaar in de Verenigde Arabische Emiraten, waar hij als beste speler van het toernooi de Gouden Bal kreeg. Nigeria won het toernooi, mede door zes doelpunten en zeven assists van Iheanacho. Hij nam in 2015 met Nigeria –20 deel aan het wereldkampioenschap voor spelers onder 20 jaar in Nieuw-Zeeland.
Iheanacho werd in november 2015 voor het eerst opgeroepen voor het Nigeriaans voetbalelftal, voor twee WK-kwalificatiewedstrijden tegen Swaziland. Hij maakte in de eerste ook daadwerkelijk zijn debuut, als invaller voor Rabiu Ibrahim. Zijn eerste interlanddoelpunt volgde op 27 mei 2016. Hij maakte toen het enige doelpunt van de wedstrijd in een oefeninterland tegen Mali. Hij behoorde twee jaar later tot de Nigeriaanse selectie op het WK 2018, zijn eerste eindtoernooi. Hierop was hij actief in alle drie de groepswedstrijden, waarna Nigeria klaar was.

## Erelijst
| Competitie         | Aantal          | Jaren           |                 |                 |
| Manchester City    | Manchester City | Manchester City | Manchester City | Manchester City |
| ------------------ | --------------- | --------------- | --------------- | --------------- |
| League Cup         | 1x              | 2015/16         |                 |                 |
| Leicester City     |                 |                 |                 |                 |
| FA Cup             | 1x              | 2020/21         |                 |                 |
| Nigeria –17        |                 |                 |                 |                 |
| Wereldkampioen –17 | 1x              | 2013            |                 |                 |